# 麗々亭柳橋 (2代目)
2代目 麗々亭 柳橋（れいれいてい りゅうきょう、生没年不詳）は、落語家。本名は不明。
『落語家奇奴部類』によれば、最初は惣領甚六の門人で惣領和久蔵といったというので素人連出身とも考えられる。
初代柳橋の門人で柳舎から柳女その後、初代の兄と不和になり2代目三笑亭可楽の門に移り昔々亭桃流と改名したが和解の後に2代目を継いだ。
神田に居を構えていたが、没年は不明だが亡くなったのは新宿で、3代目柳橋が襲名直前のことだったという。妻は女義太夫の竹本咲家寿。門下には田舎咄を得意とした、龍女がいる。